# 長谷川太一郎

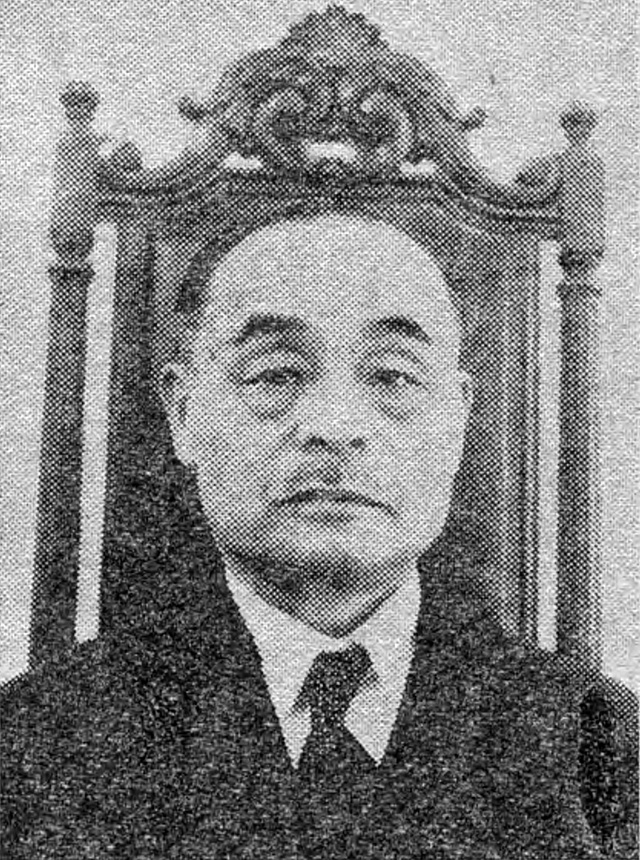
長谷川太一郎

長谷川 太一郎（はせがわ たいちろう、明治14年（1881年）12月1日 - 昭和43年（1968年）11月25日）は最高裁判所判事。弁護士。第一東京弁護士会会長。

## 経歴
- 1881年12月1日 - 福島県大沼郡金山町に出生[1]。教員を経て、1908年の秋、上京し、明治大学法科に入学。
- 1911年 - 同大学卒業[2]。
- 1913年 - 弁護士試験に合格[2]。
- 1914年 - 東京弁護士会に入会[2]。
- 1947年4月 - 第一東京弁護士会会長に就任[3]。
- 1947年8月 - 裁判官任命諮問委員会による諮問の結果、戦後初代の最高裁判所判事に就任[4]。
- 1951年11月 - 退官。退官後は日弁連人権擁護委員長として沖縄問題に取り組む[5]。
- 1956年4月 - 明治大学理事長に就任し、2期8年の任期を務める[6]。
- 1968年11月25日 - 死去。戦前からの会津会会員であった[7]。

## 関連文献
- 明治大学史資料センター『明治大学小史 : 「個」を強くする大学130年』学文社〈人物編〉、2010年。ISBN 9784762022173。 NCID BB02021738。